# Waking the Demon
„Waking the Demon“ je píseň velšské metal core skupiny Bullet for My Valentine. Byla vydána v roce 2008 jako třetí a poslední singl k jejich druhému albu Scream Aim Fire. Videoklip k písni napsal a režíroval Max Nichol. Je to jedna z nejagresivnějších písní v albu.

## Pojetí písně
Tématem písně je pomsta. Matt Tuck, zpěvák a kytarista, řekl: "'Waking the Demon je o nalezení vnitřního démona. Asi na většinu z nás ve skupině tlačili ve škole, takže píseň je o tom, jak byl mučen den co den několik let, a potom se jednoho dne vzchopil a pomstil se.
Existují dvě videa k písni. V nesestřihané verzi je ke konci kytarové sólo, kde vlkodlak má na ústech a rukou krev. V upravené verzi se žádná taková scéna neodehrává. V některých verzích jsou upravené i screamy do zpěvu (rozhlasová verze).
9. dubna 2008 Bullet for My Valentine vydali speciální trailer k jejich připravovanému videu Waking the Demon. Video bylo vydáno 16. dubna 2008 prostřednictvím MySpace. Píseň se začala hrát na rozhlasových stanicích v USA 21. dubna.

## Videoklip
Video je o metalistovi v teenagerském věku, který se stává obětí šikany skupinou sportovců na střední škole. Vůdce této skupiny chodí s velmi krásnou dívkou, které se chlapec zdá trochu sympatický, ale nemá dostatek postavit se za něj. Ve videu se střídají scény skupiny hrající v lese za měsíčního svitu a sportovců šikanujících hlavního 'hrdinu' příběhu – bijí ho v šatně, polévají ho jahodovým koktejlem ve třídě atp. Do toho se objevují ještě scény, kdy si ve svém kalendáři ve skříňce odškrtává jednotlivé dny, až se dostane k 28., kde je uvedeno "Fullmoon" (v překladu Úplněk"). Tu noc čeká vůdce tyranů u lesa, protože jeho dívka jej tam vylákala příslibem, že se tam s ním setká, aby se chlapec mohl pomstít. Ten stojí u kraje lesa, chvíli pozoruje svého soka a následně jeho směrem hodí balónek naplněný tvarohem, nechá se vidět a potom začne utíkat hlouběji do lesa. Začíná kytarové sólo, během něhož násilník pronásleduje svou "oběť." Metalista se zastaví, poklekne a začne se měnit na vlkodlaka. Tyran doběhne změněného chlapce, ten se zvedne, zazubí se svými novými tesáky a tyrana pravděpodobně zabije (na rukou a ústech má krev). Další den chybí bývalý vůdce ve škole (pochopitelně, když je mrtvý ) a roli vůdce tak převezme jiný tyran, se kterým začne dívka chodit. Na konci se dívka odcházející s novým trapičem zahledí na chlapce a rudě se jí zablísknou oči, čímž dává znamení, že je vlkodlak stejně jako on a je tedy na jeho straně. Metalista se usměje s vědomím, že není a odškrtne si první den v novém měsíci.

## Obsazení
Bullet for My Valentine
- Matthew "Matt" Tuck – zpěv, kytara
- Jason "Jay" James – baskytara. vokály
- Michael "Padge" Paget – kytara
- Michael "Moose" Thomas – bicí, perkuse

Produkce
- Producent: Tony Petrossian
- Režie videoklipu: Max Nichols